# Gösta John Bredberg
Gösta John Bredberg, född 13 april 1934 på Lidingö, död 9 april 2020 i Skillinge i Östra Hoby distrikt i Skåne län, var en svensk reklamman och kommunalpolitiker. Han var ordförande i kultur- och fritidsnämnden i Lund och initiativtagare till Kulturnatten i Lund, som arrangeras sedan 1985. Han var också en av eldsjälarna i projektet "Lund Kulturhuvudstad år 2014".
Vid Grandiosa sällskapets årsmöte i Lund den 28 januari 2008 utsågs han till Årets Lundensare för sina mångåriga och mångkulturella insatser för Lund. Bredberg är begravd på Östra Hoby kyrkogård.